# Święta Katarzyna (obraz El Greca)
Święta Katarzyna – obraz hiszpańskiego malarza pochodzenia greckiego Dominikosa Theotokopulosa, znanego jako El Greco. Obraz jest sygnowany greckimi literami, zachowanymi fragmentarycznie.
Obraz przedstawia św. Katarzynę, legendarną męczennicę chrześcijańską. Święta ukazana została w wyprostowanej, niemal dumnej pozycji, z koroną na głowie która przysparza jej większej powagi i godności. W lewej ręce trzyma palmę, symbol jej męczeństwa. Ręka opiera się na kole, jej atrybucie, którym według legendy była torturowana. W prawej ręce trzyma dwuręczny miecz, którym ostatecznie zadano jej śmierć. Obraz namalowany jest grubymi pociągnięciami pędzla charakterystycznymi dla późnej twórczości El Greca.
El Greco stworzył kilka wersji świętej Katarzyny. W wersji bostońskiej św. Katarzyna patrzy bezpośrednio na widza. W drugiej wersji z prywatnej kolekcji z Nowego Jorku, męczennica kieruje swój wzrok w lewo, a na jej twarzy rysuje się spokój i melancholia. W wersji z Museo Cau Ferrat, w wersji datowanej przez Jacques Lassaigne o dekadę wcześniej, Katarzyna została przedstawiona podobnie jak Pokutująca Magdalena. El Greco wykorzystał ten sam gest dłoni przyciśnięty do piersi, to samo błagalne spojrzenie w górę. Z lewej dłoni, tak samo ułożonej jak u Magdaleny, „wyrasta” liść palmy. Postać Katarzyny został ujęta w półpostaci

## Inne wersje
- Święta Katarzyna – (1610-1614), 57 × 48 cm, kolekcja prywatna, Nowy Jork
- Święta Katarzyna – (1580-1585), 100 × 77 cm, Museo Cau Ferrat